# Technopole de La Réunion
La Technopole de La Réunion est une association ayant pour objet de favoriser les échanges entre les entreprises innovantes, les organismes de formation et les laboratoires de recherche sur le territoire de La Réunion.

## Les parcs technologiques
Le projet de créer un parc technologique a été initié par la commune de Saint-Denis de La Réunion en 1991 puis transféré à Communauté Intercommunale du Nord de la Réunion en 1998. Ainsi, une technopole a été construite au lieu-dit Le CERF, au pied de La Bretagne.
La communauté d'agglomération est désormais son maître d’ouvrage. Une société d'économie mixte, la Société Dionysienne d’Aménagement et de Construction (SODIAC) est le concessionnaire et l’aménageur du parc qui accueille la technopole.
De même que l'université de la Réunion s'est délocalisé sur Saint-Pierre et Le Tampon, la Technopole de la Réunion a démultiplié ses implantations sur ces nouvelles zones d'activité. Pour favoriser l’essor et l’accompagnement des entreprises innovantes sur la région Sud, le parc TECHSUD se construit dans la région sud de l'île. Ceci représente un facteur de développement socioéconomique, un outil de dynamisation du territoire Sud par l’accompagnement, l’animation et la mise en réseau et point d’ancrage géographique pour la Technopole de La Réunion

## Participants
L'Université de La Réunion a délocalisé certains de ses services annexes sur le site principal du Cerf. Les bureaux régionaux de l'Institut national de la statistique et des études économiques et de Canal+ se trouvent également dans le parc. C'est aussi le cas du siège d'Antenne Réunion, situé dans le même bâtiment que celui de L'Éco Austral.  